# Johann Christian Hallmann
Johann Christian Hallmann (* ca. 1640 in Schlesien; † etwa 1716? in Wien) war ein deutscher Dramatiker der Barockzeit.

## Leben
Hallmann besuchte von 1647 bis 1661 das Breslauer Maria-Magdalenen-Gymnasium, aus dem viele schlesische Dichter hervorgingen.  Schon hier produzierte er sein erstes Schuldrama.  Im Jahre 1662 immatrikulierte er sich in Jena, wo er bis 1665 Rechtswissenschaft, insbesondere Staatsrecht, studierte.  Als Gerichtspraktikant kehrte er sodann nach Breslau zurück, wo er sich schnell einen Ruf als Dramatiker und Gelegenheitsdichter erwarb.  Seine fast opernhaft wirkenden Dramen wurden nachweislich oft aufgeführt, vor allem bei festlichen Anlässen.  Nicht weniger als 18 dramatische Werke von seiner Hand sind nachgewiesen.  Hallmanns letzte Lebensjahre sind in Dunkel gehüllt.  Nach seiner Konversion zum Katholizismus soll er in großer Armut in Wien verstorben sein.

## Werkausgabe
- Johann Christian Hallmann. Sämtliche Werke, hrsg. Gerhard Spellerberg.  Berlin 1975 ff.